# Vättern (norra)
Vättern (norra) este o arie protejată (arie specială de conservare — SAC, sit de importanță comunitară — SCI) din Suedia întinsă pe o suprafață de 8.131,3 ha, integral pe uscat.

## Localizare
Centrul sitului Vättern (norra) este situat la coordonatele 58°43′27″N 14°52′57″E / 58.7241°N 14.8826°E.

## Înființare
Situl Vättern (norra) a fost declarat sit de importanță comunitară în iulie 2000 pentru a proteja 2 specii de animale. Situl a fost protejat și ca arie specială de conservare în martie 2011.

## Biodiversitate
Situată în ecoregiunea boreală, aria protejată conține 1 habitat natural: Ape stătătoare oligotrofe până la mezotrofe, cu vegetație de Littorelletea uniflorae și/sau de Isoëto-Nanojuncetea.
La baza desemnării sitului se află mai multe specii protejate de  pești (2): zvârluga (Cobitis taenia), zglăvoacă (Cottus gobio).